# Westham
Westham is een civil parish in het bestuurlijke gebied Wealden, in het Engelse graafschap East Sussex met 6314 inwoners.